# Samuel Koejoe
Samuel Koejoe (Paramaribo, 17 augustus 1974) is een voormalige Nederlandse voetballer van Surinaamse komaf. Hij speelde als aanvaller.

## Loopbaan
'Sammy' brengt zijn eerste levensjaren door bij zijn gescheiden moeder in Suriname. Hij wordt door zijn vader op 9-jarige leeftijd naar Nederland gehaald, waar hij kennis maakt met Andries Jonker. De toenmalige leraar gymnastiek aan de Van Houteschool in Amsterdam-Zuidoost, weet hem te interesseren voor voetbal.
Na problemen met zijn stiefmoeder, gaat Koejoe al snel het huis uit. Door baantjes als vakken vullen in de supermarkt, kantoren poetsen en hamburgers bakken bij de McDonald’s, kan hij de huur van zijn kamer betalen. De rest van zijn tijd besteedt hij aan voetbal. Pas als hij al bijna 22 jaar is, raakt spelersmakelaar Humphrey Nijman geïnteresseerd en begint hij een opmerkelijke opmars in de voetbalwereld.
Koejoe speelde in de jeugd en in het eerste van amateurclub DWS voordat hij aan een lange profcarrière in het buitenland begon. Hij speelde met name in Oostenrijk, Duitsland en kort in Engeland. Koejoe is vooral bekend omdat hij als spits in de seizoenen 2002/03 en 2003/04 36 en 22 doelpunten maakte voor FC Wacker Innsbruck.
Bij het begin van seizoen 2009/2010, slaat hij weer een nieuwe weg in: hij tekent voor DAC Dunajská Streda, debutant in de Corgoň Liga, de hoogste Slowaakse voetbaldivisie. En weer lijkt hij een sensatie te worden: in de eerste vier wedstrijden die Koejoe speelt, scoort hij vier keer.
In juli 2010 speelt hij ineens weer in Tirol bij SV Reutte.

## Clubs
- SC Austria Lustenau 1996 - 1998
- SV Austria Salzburg 1998 - 12/1999
- Queens Park Rangers 01/2000 - 2001
- SC Austria Lustenau 2001 - 2002
- FC Wacker Tirol 2002 - 01/2005
- SC Freiburg 01/2005 - 2006
- Eintracht Braunschweig 2006 - 01/2007
- Dynamo Dresden 01/2007 - 2007
- FSV Frankfurt 2007 - 2008
- FC Wacker Innsbruck 2008 - 2009
- DAC Dunajská Streda 2009 - 2010
- SV Reutte 2010 - 2011